# Anacortes
Anacortes és una població dels Estats Units a l'estat de Washington. Segons el cens del 2000 tenia 14.557 habitants.

## Demografia
Segons el cens del 2000, Anacortes tenia 14.557 habitants, 6.086 habitatges, i 4.12 famílies. La densitat de població era de 477,1 habitants per km².
Dels 6.086 habitatges en un 28,3% hi vivien nens de menys de 18 anys, en un 56,2% hi vivien parelles casades, en un 9,3% dones solteres, i en un 31,6% no eren unitats familiars. En el 26,6% dels habitatges hi vivien persones soles el 13,9% de les quals corresponia a persones de 65 anys o més que vivien soles. El nombre mitjà de persones vivint en cada habitatge era de 2,37 i el nombre mitjà de persones que vivien en cada família era de 2,84.
Per edats la població es repartia de la següent manera: un 23,4% tenia menys de 18 anys, un 5,5% entre 18 i 24, un 24,8% entre 25 i 44, un 25,5% de 45 a 60 i un 20,8% 65 anys o més.
L'edat mediana era de 43 anys. Per cada 100 dones de 18 o més anys hi havia 90,4 homes.
La renda mediana per habitatge era de 41.930 $ i la renda mediana per família de 49.531 $. Els homes tenien una renda mediana de 38.080 $ mentre que les dones 27.080 $. La renda per capita de la població era de 22.297 $. Aproximadament el 6% de les famílies i el 7,7% de la població estaven per davall del llindar de pobresa.

## Poblacions més properes
El següent diagrama mostra les poblacions més properes.